# Do Corpo à Terra

Obra de Cildo Meireles sendo exibida durante o "Do Corpo à Terra"

Do Corpo à Terra foi um movimento formado por dois eventos simultâneos e integrados, em Belo Horizonte, em 1970: a mostra "Objeto e Participação", no Palácio das Artes, e a manifestação "Do Corpo à Terra", no Parque Municipal, que durou três dias e foi organizado por Frederico Morais.

## Descrição
Ambos aplicaram o conceito de áreas externas como extensão de museus e galerias. Os artistas eram convidados para criar seus trabalhos diretamente no local, e não para expor obras já concluídas, algo inédito. Os trabalhos no parque se desenvolveram em locais e horários diferentes; portanto, ninguém presenciou a totalidade das manifestações individuais. Por fim, os trabalhos feitos no parque permaneceram lá até sua destruição, acentuando o caráter efêmero das propostas.
O curador Frederico Morais definiu o acontecimento como uma forma de arte-guerrilha: "O artista hoje é uma espécie de guerrilheiro. A arte é uma forma de emboscada. Atuando imprevisivelmente, onde e quando é menos esperado, o artista cria um estado permanente de tensão constante". Segundo a Associação Brasileira de Críticos de Arte, Do Corpo à Terra, além de emblemática, é um dos eventos mais significativos da atuação das chamadas neovanguardas na capital mineira. O ato foi relembrado e homenageado no festival de performance "Durante", em abril de 2021.

## Artigos acadêmicos
- Dellamore, Carolina (2014). «Do corpo à terra, 1970. Arte guerrilha e resistência à ditadura militar» (PDF). Revista Cantareira. Consultado em 9 de fevereiro de 2022
- Chagas, Tamara (2020). «Participação e estética em Do corpo à terra e Objeto e participação» (PDF). História, Histórias. 8 (15). doi:10.26512/rhh.v8vi15i.24644. Consultado em 9 de fevereiro de 2022
- Campomizzi, Clarissa Spigiorin (2017). Do Corpo à Terra: arte e guerrilha em Belo Horizonte em 1970. Universidade Estadual de Campinas (Tese). Consultado em 9 de fevereiro de 2022
- Brodbeck, Anna Katherine. (2013). «The Salão Da Bússola (1969) and Do Corpo à Terra (1970): Parallel Developments in Brazilian and International Art». Canadian Art Review. 38 (2). JSTOR. pp. 109–23